# Ми, російський народ
«Ми, російський народ» (рос. «Мы, русский народ») — радянський художній фільм 1965 року, знятий на кіностудії «Мосфільм».

## Сюжет
За однойменним романом Всеволода Вишневського. Січень 1917 року. Робітники і селяни Росії, загнані царським урядом в окопи, змушені захищати чужі їм інтереси царя, поміщиків і експлуататорів-капіталістів. Більшовик робочий Яків Орел, самовіддано виконуючи партійне доручення, говорить солдатам правду про війну, про революцію, про те, що повалення самодержавства ще не означає звільнення трудящих від гніту поміщиків і експлуатації капіталістів. На прикладі одного полку фільм відображає події, які відбувалися в усій російській армії між лютим і жовтнем сімнадцятого року.

## У ролях
- Дмитро Смирнов — Яків Орел, більшовицький ватажок
- Микола Гринько — Іван Чортомлик
- Іван Савкін — Іван Васильєв, бувалий солдат
- Валентин Гафт — Боєр, безжурний одесит
- Геннадій Некрасов — Єрмолай Тимофєєв
- Володимир Трещалов — Олексій Медведєв
- Олександр Орлов — Ванятка
- Микола Погодін — веселий гармоніст
- Федір Гладков — Федоров
- Анатолій Шаляпін — Гришка Федоров
- М. Трифонов — Федоров-син
- Іван Бондар — Никифор Анипка
- Сергій Юртайкин — мордвин
- Х. Арданов — суворий кавказець
- Дмитро Миргородський — Головачов
- Борис Буткєєв — Федір Матвєєв
- Юрій Гребенщиков — Сергій Іванович Ілюхін
- Йола Санько — дівчина Орла
- Михайло Болдуман — полковник Бутурлін
- Юрій Дубровін — Вятський
- Станіслав Чекан — фельдфебель Варварін
- Валерій Сомов — поручик Долгорукий
- Юрій Мартинов — ад'ютант
- С. Кузнецов — прапорщик
- Микола Бармін — офіцер
- Ігор Сретенський — офіцер
- Григорій Аннапольська — німець
- Анатолій Співак — німець
- Фелікс Слідовкер — німець
- Ю. Рогозін — німець
- Олена Вольська — селянка
- Людмила Новосьолова — селянка
- Віра Кулакова — селянка
- Олена Санько — Марія
- Олена Савченко — селянка
- Інна Федорова — селянка
- Олексій Бахарь — Вася, солдат, який помер від ран
- С. Горемикін — епізод
- А. Єлецький — епізод
- Костянтин Забєлін — епізод
- Юрій Кірєєв — солдат
- Микола Сібейкін — несвідомий солдат
- Микола Неронов — епізод
- Іван Уланов — епізод
- Андрій Юренєв — поручик
- Леонід Пирогов — священик
- Майя Булгакова — матір
- Олександра Данилова — проводжаюча
- Марія Сапожникова — проводжаюча
- Станіслав Коренєв — новобранець з Пензи
- Анатолій Устюжанін — солдат
- Іван Турченко — солдат
- Олег Штода — більшовик у в'язниці
- Георгій Светлані — інвалід
- Валентин Брилєєв — солдат-телеграфіст
- Володимир Климентьєв — молодий тюремник
- Юрій Воронков — офіцер
- Олексій Миронов — солдат

## Знімальна група
- Режисер — Віра Строєва
- Сценаристи — Софія Вишневецька, Віра Строєва, Олександр Марьямов
- Оператори — Віктор Домбровський, Антоніна Егіна
- Композитор — Роман Леденьов
- Художники — Юрій Кладієнко, Микола Усачов